# Flughafen Teresina

i8
i11
i13
Der Flughafen Teresina (portugiesisch: Aeroporto de Teresina Senador Petrônio Portella; IATA-Code: THE, ICAO-Code: SBTE) ist ein Flughafen 5 km nördlich von Teresina, Hauptstadt des Bundesstaates Piauí in Brasilien. Er liegt 350 km von der Küste entfernt auf 67 m Seehöhe. Obwohl ein großer Teil der Bevölkerung von Teresina ihn Aeroporto Santos Dumont nennt, war sein offizieller Name Aeroporto de Teresina, der im Jahr 2000 in Aeroporto de Teresina/Senador Petrônio Portella umbenannt wurde.

## Geschichte
Der Flughafen wurde am 30. September 1967 in Betrieb genommen. Im Jahre 1978 wurde die Asphaltlandebahn von 1800 auf 2200 m erweitert. 1983 wurde das Vorfeld erweitert und verstärkt, um große Flugzeuge der Typen Airbus A300 und Boeing 767 bedienen zu können. Der Flughafen wurde zwischen 1998 und 2001 umfassend renoviert, darunter das Passagierterminal, die Landebahn und der Bau eines neuen Kontrollturms.
Seit 2016 verfügt der Flughafen auch über ein DVOR-Gerät, das Landungen und Starts präziser unterstützt, mögliche Betriebsbeschränkungen reduziert und eine bessere Navigationsleistung bietet.
Er wurde von 1975 bis 2021 von Infraero betrieben,  Am 7. April 2021 erhielt die brasilianische Autobahnbetriebsgesellschaft CCR eine 30-jährige Konzession zum Betrieb des Flughafens.

## Flugbetrieb
Derzeit gibt es 90 reguläre wöchentliche Flüge von drei Fluggesellschaften – Azul, Gol, LATAM. Im Jahr 2022 wurden 709.041 Passagiere befördert und 10.026 Flugbewegungen verzeichnet.